# Jörg Monar

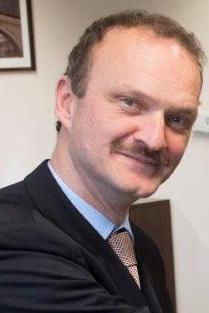
Jörg Monar in 2016

Jörg Monar (Bonn, 22 juli 1960) is een Duits hoogleraar.

## Studies en diploma's
Monar volbracht zijn lagere en middelbare studies aan de Eduard-Mörike-Schule, Böblingen (1967-1968), de Cours Devienne, Nice, France (1968-1970), de Eichendorff-Schule, Böblingen (1970-1971), het Humanistisches Goldberg-Gymnasium, Sindelfingen (1971-1973) en het Humanistisches Karlsgymnasium, Stuttgart (1973-1980).
Na zijn legerdienst (1980-1981) studeerde hij politieke wetenschappen, hedendaagse geschiedenis en wijsbegeerte aan
- de Universiteit van Münster (1981-1983),
- het Institut d'Études Politiques en de Université de Paris-Sorbonne (1983-1984),
- de Universiteit van München (1984-1986).

Hij behaalde het licentiaat ès-lettres Wijsbegeerte (Universiteit Paris-Sorbonne), het Certificaat politieke wetenschappen, (Institut d'Études Politiques), Master politieke wetenschappen (Universiteit München).
In 1989 behaalde hij het doctoraat in hedendaagse geschiedenis aan de Universiteit van München met een proefschrift dat handelde over de politieke filosofie van L. A. L. de Saint-Just. In 1991 behaalde hij een tweede doctoraat in politieke en sociale wetenschappen aan het European University Institute, Florence met het proefschrift Western Europe's Dual System of Foreign Affairs.

## Loopbaan
In 1982-1983 was hij als junior onderzoeker verbonden aan de Universiteit van Münster in het kader van het project 'Geschiedenis van de Duitse universiteiten'. In 1986-88 was hij onderzoeker aan de universiteit van München in het kader van het project 'Invloed van de Franse revolutie in andere Europese landen'.
In 1987	was hij assistent op het kantoor van de adjunct-secretaris-generaal bij de Europese Commissie. In 1989-90 was hij assistent bij professor R. Morgan aan de Europese Universiteit in Florence. In 1990 was hij werkzaam in het secretariaat generaal van het Europees Parlement in Luxemburg. In 1991 was hij onderzoeker in het departement politieke en sociale wetenschappen van de Europese Universiteit.
Hij was ook nog: 
- 1994-1995: directeur van het Institut für Europäische Politik, Bonn;
- 1995-2001: professor politieke wetenschappen en directeur van het Centre for European Politics and Institutions, University of Leicester;
- 2001-2005: professor en voorzitter van het departement Contemporary European Studies en codirecteur van de Sussex European Institute, University of Sussex.

## Hoogleraar
Monar is hoogleraar, houder van de Marie Curie Leerstoel aan de Universiteit Robert Schuman in Straatsburg en hoogleraar Hedendaagse Europese geschiedenis aan de Universiteit van Sussex.

## Europacollege in Brugge en Natolin
Vanaf 1991 was hij verbonden aan het departement politieke en administratieve wetenschappen van het Europacollege in Brugge als assistent-hoogleraar (1991-1993), geassocieerd hoogleraar (1993-1994), visiting professor (vanaf 1994) en bij het Europacollege in Natolin (vanaf 1995), docent in het trainingsprogramma voor officiëlen van de Turkish Competition Authority (vanaf 1997). Hij was ook lid van de academische raad van het Europacollege (1996-1999).
In maart 2013 werd Monar gekozen door de raad van beheer om vanaf september 2013 rector van het Europacollege te worden, in opvolging van Paul Demaret.
In juli 2019 werd een bericht uitgestuurd waarbij kandidaturen werden ingewacht voor de opvolging van Monar, vanaf augustus 2020. Vanaf die datum werd hij opgevolgd door Federica Mogherini.

## Publicaties
Monar heeft een 200-tal publicaties op zijn naam, als auteur of coauteur. Onder meer:
- Saint-Just. Sohn, Denker und Protagonist der Revolution, Bonn, 1993.
- Enlargement-related diversity in EU justice and home affairs: Challenges, dimensions and management instruments, The Hague (Scientific Council for Government Policy, Ministry of General Affairs) 2000, 68 p.
- Wittgensteins "Weltbild" als lebensweltlicher Horizont: Eine phänomenologische Interpretation im Anschluss an Husserl, in: F. Wuketis (ed.): The Tasks of Contemporary Philosophy, Vienna (Hölder-Pichler-Tempsky) 1986, pp. 121–129.